# Космическая струна
Косми́ческая струна́ — гипотетический астрономический объект, представляющий собой одномерный топологический дефект пространства-времени. Космические струны могли образоваться в ранней Вселенной в Эпоху Великого объединения во время фазового перехода топологии пространства-времени при разделении фундаментальных взаимодействий. Когда происходил этот фазовый переход, он произошел не во всей Вселенной одновременно, а во множестве отдельных областей пространства-времени индивидуально, и на границе различных областей образовывались топологические дефекты («складки»). Такие участки переходили в особое состояние, отличное от обычного состояния пространства-времени — это и были «космические струны». Ожидается, что на каждый объем Хаббла должна была образоваться как минимум одна космическая струна.

## Теоретические посылки
Космические струны могут, в частности, являться одним из следствий теории струн.
Существование «космических струн» было впервые предсказано британским физиком Томасом Кибблом в 1976 году, а их теория была развита советским физиком Яковом Зельдовичем к 1981 году.
Диаметр космических струн значительно меньше размеров атомных ядер (порядка 10−29 сантиметра), длина — как минимум десятки парсеков, а удельная масса — порядка 1022 грамм на сантиметр, то есть всего лишь один километр струны имеет 1/6 массы Земли, и это означает, что струны обладают экстремально высокой плотностью.
Из теории следует, что космические струны возникли вскоре после Большого взрыва и были либо замкнутыми, либо бесконечными. Струны изгибаются, перехлёстываются и рвутся. Оборванные концы струн тут же соединяются, образуя замкнутые куски. И сами струны, и их отдельные фрагменты летят сквозь Вселенную со скоростью, близкой к скорости света.

## Попытки обнаружения
Увидеть космическую струну, разумеется, невозможно, но она, как любой очень массивный объект, создаёт «гравитационную линзу»: свет от источников, находящихся за ней, должен её огибать.
В 2003—2005 годах в прессе появился ряд публикаций, согласно которым, изображение галактики CSL-1, находящейся на расстоянии 6-7 миллиардов световых лет, может быть интерпретировано как факт открытия космической струны. В более поздних работах существование струны в окрестности CSL-1 отрицается. Остаётся, однако, открытой возможность, что речь идёт всё же о струне, но несколько более экзотического вида. (При помощи телескопа Хаббл удалось доказать, что это две идентичные галактики, не имеющие отношение к искажению линзами и струнами. Потребовалась выдержка в 14 000 секунд)
В 2010 году появились сообщения о новых косвенных доказательствах существования космических струн, основанных на наблюдении за квазарами.
В 2020 году был опубликован массив данных за 12.5 лет наблюдения за пульсарами коллектива ученых NANOGrav, в этих данных есть аномалии, которые можно интерпретировать как признаки существования космических струн.

## В культуре
Имеются примеры использования космической струны как структурообразующего элемента сюжета научно-фантастического произведения. Например, это повесть ирландского фантаста Иена Макдональда «Кольцо Вертанди», роман российского фантаста В. Головачёва «На струне». Также присутствует в сериале «Звёздный путь: Следующее поколение» (сезон 4, серия 10).
Кроме того, в одном из эпизодов мультипликационного сериала «Смешарики. Пин-код» встречается упоминание о попытке практического использования космической струны для достижения скорости, превосходящей скорость света.